# ۱-پروپانول

۱-پروپانول

۱-پروپانول (به انگلیسی: 1-Propanol) یک ترکیب شیمیایی با شناسه پاب‌کم ۱۰۳۱ است. شکل ظاهری این ترکیب، مایع بی‌رنگ است.
نیروی بین مولکولی این مولکول به علت داشتن پیوند O و H از نوع پیوند هیدروژنی است.
فرمول شیمیایی:CH3CH2CH2OH یا C3H8O